# Marga do Val
Marga do Val  (Vigo, 15 de abril de 1964) es una escritora, crítica literaria, traductora y actriz española.

## Trayectoria
Autora de poesía, ensayo, novela, y teatro, obteniendo la licenciatura en Filología Hispánica y Gallego-Portuguesa, por la Universidad de Santiago de Compostela. Entre 1995 y 2005 ejerció como profesora de lengua y literatura gallegas en la Universidad de Tréveris, y actualmente es profesora en esas áreas, en Centro de Enseñanza Media (actualmente, Ies Rosalía de Castro). Colabora en varias publicaciones periódicas, como la revista Grial, Festa da palabra silenciada, A Nosa Terra y Diario nós.

## Honores
- 2011: premio de la Asociación de Escritores en Lengua Gallega (AELG), por la traducción de Randea do alento, de Herta Müller.
- 2011: premio modalidad de poesía en gallego, por su libro A cidade sen roupa ao sol. Espiral Maior.[4]
- Vicepresidenta de la Asociación Gallego Alemana.

## Obras

### Ensayos
- Os Camiños da vida de Ramón Otero Pedrayo. Edicións do Cumio, 1992.
- Dieste na aula. Nigra, 1995.
- Carolina Otero. Edicións A Nosa Terra, 2001.
- Lorenzo Varela. Edicións A Nosa Terra, 2005.

### Poesías
- Entre dunas, en colaboración con Paula Lemos. Espiral Maior, 2000.
- A cidade sen roupa ao sol. Espiral Maior, 2010. Premio de la Crítica de poesía gallega.

#### Obras colectivas
- Cartafol poético para Alexandre Bóveda. Espiral Maior, 2006.
- Polifonías II : voces poéticas contra a violencia de xéneros. Espiral Maior, 2007

### Narrativa
- O Prognóstico da Lúa. Obradoiro. 144 pp. ISBN 8482240765 2007

### Traducciones
- Cousas da rapazas, de Peter Bichsel. En colaboración con Joachim Wormuth. Alfaguara, 1998.
- A Casa da paixón, de Nélida Piñón. Galaxia, 2006.
- Randea do alento, de Herta Müller. Xerais, 2010.